# Colostethus trilineatus
Allobates trilineatus là một loài ếch thuộc họ Dendrobatidae.
Loài này có ở Bolivia, Colombia, Ecuador, Peru, và có thể cả Brasil.
Môi trường sống tự nhiên của chúng là rừng ẩm vùng đất thấp nhiệt đới hoặc cận nhiệt đới và sông ngòi.